# أويفيند غوستافسن
أويفيند غوستافسن هو موظف مدني نرويجي، ولد في 1937.